# Фінал кубка Італії з футболу 1975
Фінал Кубка Італії з футболу 1975 — фінальний матч розіграшу Кубка Італії сезону 1974—1975, в якому зустрічались «Фіорентіна» і «Мілан». Матч відбувся 28 червня 1975 року на «Стадіо Олімпіко» в Римі.

## Шлях до фіналу
| Фіорентіна  | Фіорентіна    | Раунд                            | Мілан          | Мілан         |
| ----------- | ------------- | -------------------------------- | -------------- | ------------- |
| Суперник    | Результат     | Кубок Італії з футболу 1974—1975 | Суперник       | Результат     |
| Палермо     | 1–0 вдома     | Перший груповий раунд            | Брешія         | 0–0 вдома     |
| Алессандрія | 1–0 вдома     | Перший груповий раунд            | Перуджа        | 2–0 на виїзді |
| Тернана     | 1–1 вдома     | Перший груповий раунд            | Парма          | 4–1 вдома     |
| Фоджа       | 2–1 на виїзді | Перший груповий раунд            | Чезена         | 1–1 на виїзді |
| Наполі      | 0–1 на виїзді | Другий груповий раунд            | Інтернаціонале | 1–0 на виїзді |
| Торіно      | 3–1 вдома     | Другий груповий раунд            | Болонья        | 1–0 вдома     |
| Рома        | 2–1 вдома     | Другий груповий раунд            | Ювентус        | 1–0 вдома     |
| Наполі      | 3–1 вдома     | Другий груповий раунд            | Інтернаціонале | 0–0 вдома     |
| Торіно      | 0–1 на виїзді | Другий груповий раунд            | Болонья        | 4–1 на виїзді |
| Рома        | 2–2 на виїзді | Другий груповий раунд            | Ювентус        | 1–2 на виїзді |

## Фінал
| 28 червня 1975 |

| «Фіорентіна»                            | 3:2 | «Мілан»                 |
| --------------------------------------- | --- | ----------------------- |
| Казарза 14' (пен.) Гверіні 54' Розі 67' |     | Біджон 20' К'яруджі 65' |

| «Стадіо Олімпіко», Рим Глядачів: 40 000 Арбітр: Альберто Мікелотті |

|                  |  |                      |  |         |
|                  |  |                      |  |         |
| В                |  | Франко Суперкі       |  |         |
| З                |  | Морено Роджі         |  |         |
| З                |  | Енніо Пеллегріні     |  |         |
| З                |  | Мауро Делла Мартіра  |  |         |
| ПЗ               |  | Бруно Беатріче       |  | 46'     |
| ПЗ               |  | Вінченцо Гверіні     |  |         |
| ПЗ               |  | Доменіко Казо        |  |         |
| ПЗ               |  | Клаудіо Мерло        |  |         |
| ПЗ               |  | Джанкарло Антоньйоні |  |         |
| Н                |  | Джанфранко Казарза   |  |         |
| Н                |  | Клаудіо Дезолаті     |  |         |
| Запасні:         |  |                      |  |         |
| З                |  | Джузеппе Лель        |  | 46' 47' |
| ПЗ               |  | Паоло Розі           |  | 47'     |
| Головний тренер: |  |                      |  |         |
| Маріо Маццоні    |  |                      |  |         |

|                   |  |                   |  |     |
|                   |  |                   |  |     |
| В                 |  | Енріко Альбертозі |  |     |
| З                 |  | Джузеппе Сабадіні |  | 60' |
| З                 |  | Лучано Дзеккіні   |  |     |
| З                 |  | Мауріціо Туроне   |  |     |
| З                 |  | Альдо Бет         |  |     |
| З                 |  | Альдо Мальдера    |  |     |
| ПЗ                |  | Двіно Джорін      |  |     |
| ПЗ                |  | Ромео Бенетті     |  |     |
| ПЗ                |  | Альберто Біджон   |  |     |
| Н                 |  | Еджидіо Каллоні   |  |     |
| Н                 |  | Лучано К'яруджі   |  |     |
| Запасні:          |  |                   |  |     |
| ПЗ                |  | Джорджо Б'язіоло  |  | 60' |
| Головний тренер:  |  |                   |  |     |
| Густаво Джаньйоні |  |                   |  |     |